# Pièce de la vaisselle d'or
La pièce de la vaisselle d'or est une salle du château de Versailles, en France.

## Localisation
La pièce de la vaisselle d'or est situé dans le Petit appartement du Roi, au premier étage du bâtiment principal du château de Versailles.
La pièce communique au nord avec le cabinet de la cassette, à l'ouest avec le cabinet des Dépêches et à l'est avec la bibliothèque de Louis XVI. Au sud, la pièce surplombe la cour royale.

## Historique

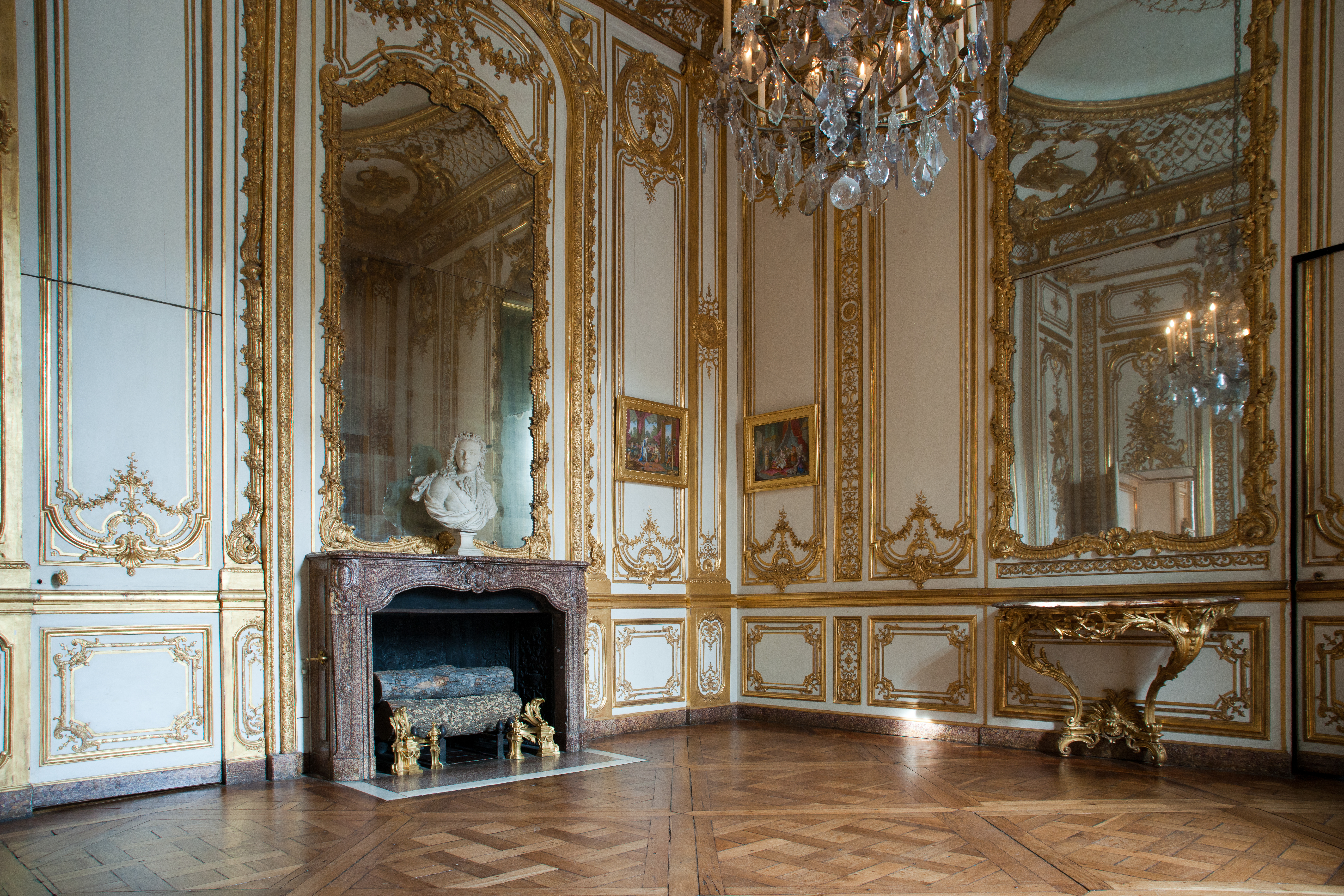
Vue générale de la pièce.

La pièce de la vaisselle d'or correspond à l'origine à la première salle de la Petite Galerie. Celle-ci est transformée vers 1750 pour accueillir l'appartement de Madame Adélaïde, fille de Louis XV. Sous Louis XVI, l'appartement est rattaché au petit appartement du Roi. Louis XVI y fait ranger ses collections de porcelaines rares et de curiosités qu'il reçoit comme cadeaux diplomatiques.

## Mobilier et décorations

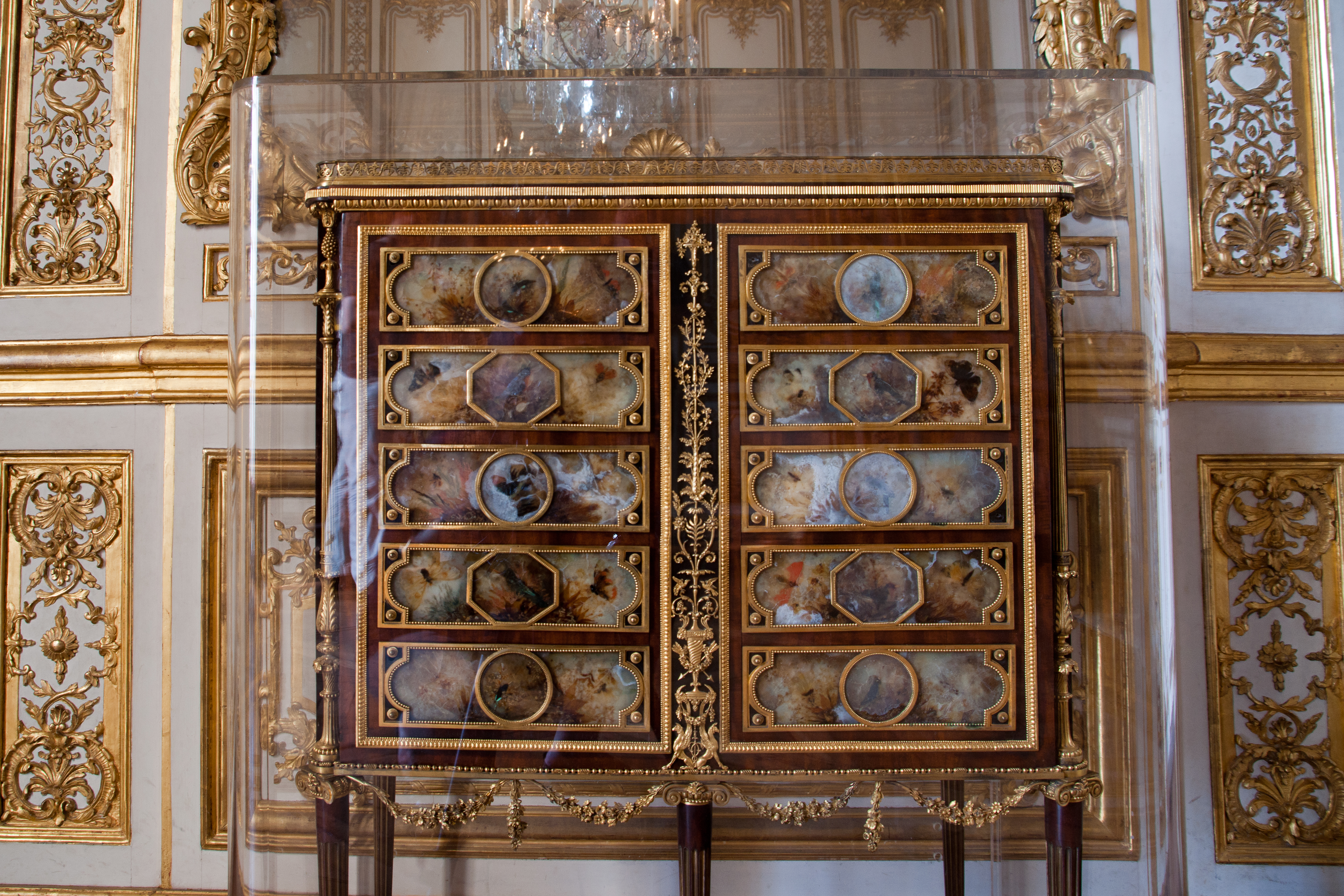
Cabinet exposé dans la pièce de la vaisselle d'or.

La pièce contient un cabinet-médaillier de Guillaume Beneman. Il s'agit d'un meuble en ébène et acajou, recouvert de plaques de cire avec incrustations d’ailes de papillons.